# Grand Prix Formule 1 van Canada 1998
De Grand Prix Formule 1 van Canada 1998 werd gehouden op 7 juni 1998 in Montreal.

## Verslag

### Kwalificatie
David Coulthard pakte zijn derde pole-position van het seizoen. Achter hem stond zijn teammaat Mika Häkkinen. Michael Schumacher was derde in zijn Ferrari.

### Race

#### Eerste start
Bij de start werd Alexander Wurz op het gras gedwongen door de andere wagens, waardoor hij niet kon remmen. Hierdoor reed hij tegen de wagen van Jean Alesi en ging drie keer over de kop. De race werd gestopt waarna Alesi, Wurz en Jarno Trulli opnieuw konden starten in de reservewagens. Johnny Herbert kon ook opnieuw starten in zijn eigen wagen: zijn mecaniciens slaagden erin de wagen opnieuw te repareren.

#### Tweede start
Bij de tweede start blokkeerde Häkkinens versnellingsbak, waardoor hij moest opgeven. Een ander incident gebeurde door Ralf Schumacher: hij ging te hard en spinde in de eerste bocht in het midden van de baan. Hierdoor gebeurde een reeks aan ongevallen achter hem met als belangrijkste slachtoffers opnieuw Alesi en Trulli. Ook Toranosuke Takagi moest opgeven met transmissieproblemen. Häkkinen viel ook uit, vanwege problemen met zijn versnellingsbak. Schumacher was erin geslaagd voorbij Giancarlo Fisichella te gaan, maar door de chaos bij de start kwam toch de safety car op de baan. Toen de safety car opnieuw binnen ging lag Coulthard nog altijd op kop, met Schumacher, Fisichella, Jacques Villeneuve, Rubens Barrichello en Heinz-Harald Frentzen achter hem.
Na dertien ronden kwam de safety car opnieuw buiten nadat Pedro Diniz van het circuit was gegaan en bij het opnieuw op de baan komen gooide hij gras en vuil op de baan. Dit moest weggehaald worden, waardoor de safety car dus nodig was. Toen de safety car opnieuw binnenging, botsten Mika Salo en Herbert. Beiden gaven op, samen met David Coulthard die transmissieproblemen had. Hierdoor scoorde McLaren voor het eerst sinds de Grand Prix van Luxemburg 1997 geen punten.
Door de botsing van Herbert en Salo kwam de safety car opnieuw op het circuit. Schumacher profiteerde hiervan en maakte onmiddellijk een pitstop. Hij kwam terug buiten onder de gele vlag, waardoor hij niet mocht inhalen. Schumacher schoot echter voor Frentzen op het circuit waardoor die van de baan vloog. De Williams-rijder moest hierdoor opgeven.
Bij de herstart leidde Fisichella, voor Villeneuve, Schumacher, Damon Hill, Jan Magnussen en Shinji Nakano. Villeneuve probeerde onmiddellijk voorbij Fisichella te gaan, maar hij ging van de baan hierbij en beschadigde zijn achtervleugel. Schumacher kreeg in de 35ste ronde een stop-and-go straf omwille van het incident met Frentzen waardoor hij opnieuw achter Hill kwam te zitten. Drie ronden later echter ging de Duitser alweer voorbij Hill. Hij nam de leiding in ronde 45 toen Fisichella zijn pitstop maakte. Schumacher vergrootte zijn voorsprong en toen hij binnenkwam voor zijn tweede pitstop slaagde hij erin zijn eerste plaats te behouden. Fisichella werd uiteindelijk tweede, Eddie Irvine derde en Wurz vierde. Beide Stewards finishten voor het eerst in de punten: Barrichello werd vijfde, Magnussen zesde.

## Uitslag
| Positie | Nummer | Rijder                | Team                | Ronden | Tijd/Opgave         | Startplaats | Punten |
| ------- | ------ | --------------------- | ------------------- | ------ | ------------------- | ----------- | ------ |
| 1       | 3      | Michael Schumacher    | Ferrari             | 69     | 1'40:57.3           | 3           | 10     |
| 2       | 5      | Giancarlo Fisichella  | Benetton-Playlife   | 69     | +16.662             | 4           | 6      |
| 3       | 4      | Eddie Irvine          | Ferrari             | 69     | +1:00.059           | 8           | 4      |
| 4       | 6      | Alexander Wurz        | Benetton-Playlife   | 69     | +1:03.232           | 11          | 3      |
| 5       | 18     | Rubens Barrichello    | Stewart-Ford        | 69     | +1:21.513           | 13          | 2      |
| 6       | 19     | Jan Magnussen         | Stewart-Ford        | 68     | +1 Ronde            | 20          | 1      |
| 7       | 22     | Shinji Nakano         | Minardi-Ford        | 68     | +1 Ronde            | 18          |        |
| 8       | 20     | Ricardo Rosset        | Tyrrell-Ford        | 68     | +1 Ronde            | 22          |        |
| 9       | 16     | Pedro Diniz           | Arrows              | 68     | +1 Ronde            | 19          |        |
| 10      | 1      | Jacques Villeneuve    | Williams-Mecachrome | 63     | +6 Rondes           | 6           |        |
| NF      | 23     | Esteban Tuero         | Minardi-Ford        | 53     | Elektrisch probleem | 21          |        |
| NF      | 9      | Damon Hill            | Jordan-Mugen-Honda  | 42     | Elektrisch probleem | 10          |        |
| NF      | 11     | Olivier Panis         | Prost-Peugeot       | 39     | Spin                | 15          |        |
| NF      | 2      | Heinz-Harald Frentzen | Williams-Mecachrome | 20     | Spin                | 7           |        |
| NF      | 7      | David Coulthard       | McLaren-Mercedes    | 18     | Gaspedaal           | 1           |        |
| NF      | 15     | Johnny Herbert        | Sauber-Petronas     | 18     | Spin                | 12          |        |
| NF      | 17     | Mika Salo             | Arrows              | 18     | Spin                | 17          |        |
| NF      | 8      | Mika Häkkinen         | McLaren-Mercedes    | 0      | Versnellingsbak     | 2           |        |
| NF      | 10     | Ralf Schumacher       | Jordan-Mugen-Honda  | 0      | Versnellingsbak     | 5           |        |
| NF      | 14     | Jean Alesi            | Sauber-Petronas     | 0      | Botsing             | 9           |        |
| NF      | 12     | Jarno Trulli          | Prost-Peugeot       | 0      | Botsing             | 14          |        |
| NF      | 21     | Toranosuke Takagi     | Tyrrell-Ford        | 0      | Transmissie         | 16          |        |

## Statistieken
| Pole-position | David Coulthard    | McLaren-Mercedes | 1:18.213 |
| Snelste ronde | Michael Schumacher | Ferrari          | 1:19.379 |

1967 · 1968 · 1969 · 1970 · 1971 · 1972 · 1973 · 1974 · 1976 · 1977 · 1978 · 1979 · 1980 · 1981 · 1982 · 1983 · 1984 · 1985 · 1986 · 1988 · 1989 · 1990 · 1991 · 1992 · 1993 · 1994 · 1995 · 1996 · 1997 · 1998 · 1999 · 2000 · 2001 · 2002 · 2003 · 2004 · 2005 · 2006 · 2007 · 2008 · 2010 · 2011 · 2012 · 2013 · 2014 · 2015 · 2016 · 2017 · 2018 · 2019 · 2022 · 2023 · 2024 · 2025 · 2026 · 2027 · 2028 · 2029